# أحمد مظهر
أحمد مظهر (8 أكتوبر 1917 - 8 مايو 2002)، ممثل مصري. يلقب بفارس السينما المصرية، أتم تعليمه الثانوي بمدرسة السعيدية الثانوية العسكرية بنين بالجيزة، تخرج من الكلية الحربية المصرية عام 1938م مع الرئيسين أنور السادات وجمال عبد الناصر ثم بعدها ألحق على سلاح المشاة ثم انتقل لينضم لسلاح الفرسان وتدرج إلى أن تولى قيادة مدرسة الفروسية وشارك في حرب فلسطين عام 1948 ثم تفرغ للتمثيل فأبدع وترك تراثاً كبيراً من فن الزمن الجميل.

## المسيرة الفنية

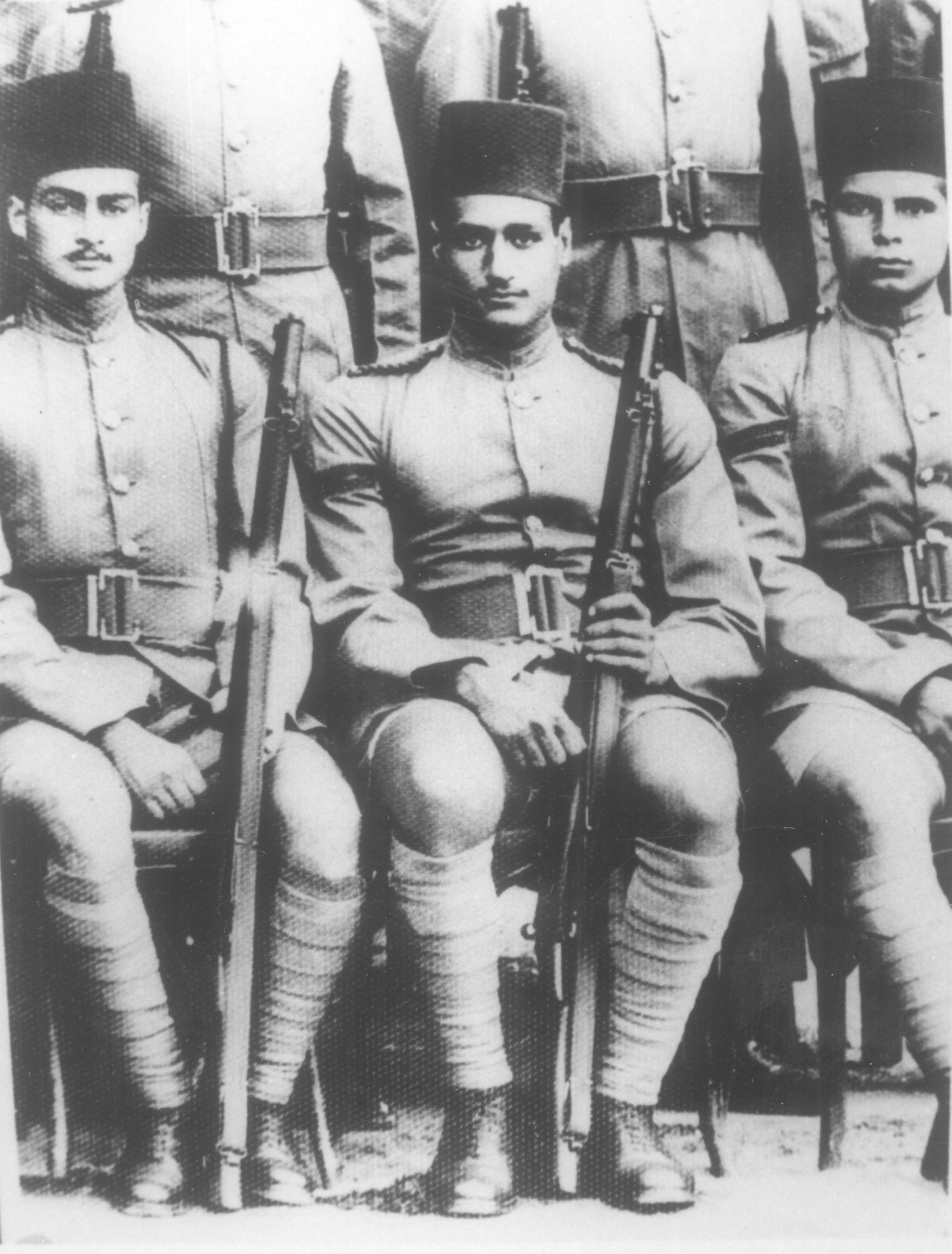
جمال عبد الناصر (على اليمين)، مع أحمد مظهر 1940

رشح فيلم «دعاء الكروان» لجائزة أحسن فيلم في مهرجان برلين السينمائي.

بدأ أحمد مظهر عمله بالفن حينما قدمه زكي طليمات في مسرحية «الوطن» عام 1948م، ثم دخل عالم الفن السينمائي من بوابة الفروسية حينما اختاره المخرج إبراهيم عز الدين ليقوم بدور في فيلم ظهور الإسلام عام 1951م، وبعدها رشحه يوسف السباعي لبطولة فيلم «رد قلبي» عام 1957 وقد حقق هذا الفيلم نجاحًا كبيرًا قرر بعده مخرجو السينما أن يستثمروا نجاح هذا النجم.
ثم تواصلت رحلة أحمد مظهر على شاشة السينما بعد أن خلع ملابسه العسكرية عام 1956م حيث استقال برتبة عقيد وعمل سكرتيراً عاماً بالمجلس الأعلى لرعاية الفنون والآداب إلى أن تفرغ عام 1958 م للعمل في السينما وأصبح نجماً سينمائياً بارزاً.
لعل أبرز أدواره على الإطلاق هو دور صلاح الدين الأيوبي الذي مثله في فيلم الناصر صلاح الدين.
برع في جميع الأدوار التي أسندت إليه من كوميدية مثل فيلم الجريمة الضاحكة ولصوص لكن ظرفاء وكذلك فيلم الأيدي الناعمة حيث لعب دور الأمير العاطل باقتدار يدل على انتمائه لطبقة أرستقراطية وكذلك فيلم رد قلبي في البدايات حيث لعب أيضاً دور أمير.
و مثل فيلم اجنبى عالمي مع الفنان بيتر جريفز صاحب أشهر مسلسلات السينما الإمريكية مهمة مستحيلة وكذلك الممثل العالمي كاميرون ميتشل وشاركهم البطولة الفنان المصري الشاب عمرو سهم ومجدى وهبة وتدور احداثه في بدايات القرن العشرين والبحث عن البترول وهذا الفيلم من إنتاج المنتج العالمي تونى زارانداست
اسم الفيلم guns and the fury

## أعماله

### الأفلام

#### الخمسينات
- 1951: ظهور الإسلام
- 1957: طريق الأمل
- 1957: رد قلبي
- 1957: رحلة غرامية
- 1957: بورسعيد
- 1957: الطريق المسدود
- 1958: غريبة
- 1958: حتى نلتقي
- 1958: جميلة
- 1958: الزوجة العذراء
- 1958: إسماعيل يس بوليس حربي
- 1959: نور الليل
- 1959: دعاء الكروان
- 1959: أنا بريئة
- 1959: أم رتيبة
- 1959: العتبة الخضراء
- 1959: الحب الأخير
- 1959: آخر من يعلم

#### الستينات
- 1960: وعاد الحب
- 1960: لوعة الحب
- 1960: عمالقة البحار
- 1960: حب في حب
- 1960: ثلاث وريثات
- 1961: وا إسلاماه
- 1961: مع الذكريات
- 1961: لن أعترف
- 1961: غرام الأسياد
- 1961: غدا يوم آخر
- 1961: حياتي هي الثمن
- 1961: حياة وأمل
- 1961: الضوء الخافت
- 1962: غصن الزيتون
- 1962: صراع الجبابرة
- 1962: حيرة وشباب
- 1963: نار في صدري
- 1963: النظارة السوداء
- 1963: الناصر صلاح الدين
- 1963: المتمردة
- 1963: الليلة الأخيرة
- 1963: القاهرة
- 1963: الجريمة الضاحكة
- 1963: الأيدي الناعمة
- 1964: دعني والدموع
- 1964: بنت عنتر
- 1964: اللهب
- 1965: ليلة الزفاف
- 1965: خطيب ماما
- 1965: العنب المر
- 1966: من أحب
- 1966: المراهقة الصغيرة
- 1966: القاهرة 30
- 1967: معسكر البنات
- 1967: المخربون
- 1967: اللقاء الثاني
- 1968: نفوس حائرة
- 1968: لقاء الغرباء
- 1968: لصوص لكن ظرفاء
- 1968: بنت من البنات
- 1968: أيام الحب
- 1969: نادية
- 1969: ليلة واحدة
- 1969: شارع الملاهي
- 1969: أكاذيب حواء

#### السبعينات
- 1970: شقة مفروشة
- 1970: حب المراهقات
- 1970: الحب والثمن
- 1971: مذكرات الآنسة منال
- 1971: الظريف والشهم والطماع
- 1972: بيت من رمال
- 1972: إمبراطورية ميم
- 1972: الشيماء
- 1972: أضواء المدينة
- 1973: كلمة شرف
- 1973: الشحات
- 1974: رحلة العمر
- 1974: الأخوة الأعداء
- 1975: على ورق سيلوفان
- 1975: شهيرة
- 1975: امرأتان
- 1975: الرداء الأبيض
- 1976: حبيبة غيري
- 1977: ميعاد مع سوسو
- 1977: خطايا الحب
- 1977: جنون الحب
- 1977: ألف بوسة وبوسة
- 1978: شفيقة ومتولي
- 1978: العمر لحظة
- 1979: حكاية وراء كل باب

1979: مسلس الليل الطويل

#### الثمانينات والتسعينات
- 1981: البنادق والغضب
- 1984: النمر الأسود
- 1984: الاتحاد النسائي
- 1985: ريال فضة
- 1985: حكاية في كلمتين
- 1986: بكره أحلى من النهارده
- 1986: ابنتي والذئاب
- 1987: صاحب الصورة
- 1987: العصابة
- 1990: الخادم
- 1992: دموع صاحبة الجلالة
- 1994: رغبات
- 1994: الجاسوسة حكمت فهمي
- 1995: عتبة الستات

### المسلسلات
- 1971: الضيف الثقيل
- 1972: الخماسين
- 1972: أريد هذا الرجل
- 1978: على هامش السيرة
- 1979: علياء والمدينة 1979: الليل الطويل
- 1981: ومشيت طريق الأخطار
- 1981: بعثة الشهداء
- 1982: محمد رسول الله (ج3)
- 1982: أواخر الأيام
- 1982: الأزهر الشريف منارة الإسلام
- 1983: نور الإسلام
- 1983: عيون لا تعرف الدموع
- 1983: عمرو بن العاص
- 1983: الطريق إلى سمرقند
- 1984: سيدة الفندق
- 1984: الخليل بن أحمد
- 1985: لا إله إلا الله (ج1)
- 1985: برديس
- 1987: ليالي الحلمية (ج1)
- 1987: المباراة
- 1987: الحب في حقيبة دبلوماسية
- 1988: رقيب لا ينام
- 1990: قابيل وقابيل
- 1991: ضمير أبلة حكمت
- 1992: العرضحالجي
- 1993: عصر الفرسان
- 1993: أمهات في بيت الحب
- 1993: القضاء في الإسلام (ج4)
- 1994: عزبة القرود
- 1994: رياح الخوف
- 1995: القضاء في الإسلام (ج6)
- 1995: ألف ليلة وليلة
- 1996: عطاء بلا حدود
- 1997: ضد التيار

### المسرحيات
- 1969: زوجات وأزواج (البروش)

### المسلسلات الإذاعية
- 1961: شخصيات تبحث عن مؤلف
- 1967: أيام معه
- 1968: نادية
- 1974: سنة أولى حب
- 1979: لم نعد جواري لكم

## وفاته
توفي أحمد مظهر في يوم الأربعاء، 8 مايو، عام 2002 في مستشفى الصفا بالمهندسين عن عمرٍ ناهز ال84 عام على إثر التهاب رئوي حاد للغاية. وقد شيعت جنازته بشكل مهيب من مسجد عمر مكرم بميدان التحرير، ودفن بمقابر باب الوزير قرب قلعة صلاح الدين الأيوبي.

## التكريم
نال تقدير الرئيسين الراحلين جمال عبد الناصر وأنور السادات حيث قلده الأول وسام العلوم والفنون من الطبقة الأولى عام 1969 م وكرمه الثاني أيضا بوسام آخر رفيع في احتفالات مصر بعيد الفن الذي توقف بعد اغتيال السادات في أكتوبر عام 1981 م ونال أكثر من 40 جائزة محلية ودولية على مدى مشواره الفني الطويل من أهمها جائزة الممثل الأول في فيلم "الزوجة العذراء"، وحصل على جائزة في التمثيل عن دوره في فيلم الليلة الأخيرة، كما تم تكريمه في مهرجان القاهرة السينمائي الدولي.

## روابط خارجية
- أحمد مظهر على موقع IMDb (الإنجليزية)
- أحمد مظهر على موقع قاعدة بيانات الأفلام العربية
- أحمد مظهر على موقع ديسكوغز (الإنجليزية)
- أحمد مظهر على موقع قاعدة بيانات الفيلم (الإنجليزية)